# Paratrechalea longigaster
Paratrechalea longigaster là một loài nhện trong họ Trechaleidae.
Loài này thuộc chi Paratrechalea. Paratrechalea longigaster được miêu tả năm 2005 bởi Carico.